# Grundausbildung in der United States Navy
Die Grundausbildung in der United States Navy dauert acht Wochen und wird zentral beim Recruit Training Command Great Lakes (RTC Great Lakes), einer auf der Naval Station Great Lakes in Illinois stationierten Einheit durchgeführt.
Die offizielle Bezeichnung für Ausbilder der US Navy lautet Recruit Division Commander (im Unterschied z. B. zum Drill Sergeant in der US Army), es wird ebenso wie in den anderen Teilstreitkräften der amerikanischen Streitkräfte (mit Ausnahme der United States Marine Corps) Wert darauf gelegt, dass diese von den Rekruten mit dem Dienstgrad anstatt mit „Sir“ oder „Ma'am“ angesprochen werden.

## Zielsetzung
Das Ziel des Lehrgangs ist neben der allgemeinen Vermittlung von militärischen Fähigkeiten die Integration der Seeleute in das Leben der Navy, die Erwartung des Einzelnen auf sein künftiges Dienstumfeld zu schüren und die Weitergabe von Fähigkeiten, die er braucht, um beruflichen und privaten Erfolg zu haben.

## Grundwerte
Die Grundwerte, welche die Grundausbildung vermitteln soll, sind wie in den anderen Teilstreitkräften auch: Honour, Courage, Commitment (sinngemäß „Ehre, Mut und Einsatzbereitschaft“).

## Ablauf

### Ankunft der Rekruten
Bei Ankunft der Rekruten werden die sogenannten processing days abgehalten, die ca. fünf Tage dauern, durch Wochenenden und Feiertage aber verlängert werden können. Inhalt dieser Tage ist eine medizinische (auch zahnmedizinische), psychische und administrative Untersuchung der Rekruten trotz der bereits absolvierten Musterung und Anwerbung. Die Neuankömmlinge haben in diesen Tagen Zeit, sich die grundlegenden Dienstanweisungen einzuprägen, und lernen den Umgang mit ihrer Ausrüstung, mit Ausnahme der Feuerwaffen. Am Ende der P-Days steht eine Initiationszeremonie, der eine Unterweisung in grundlegendem militärischen Verhaltensweisen wie dem Salutieren oder der Hab-Acht-Stellung vorausgegangen ist.

### Weiterer Ablauf
Die zweite Woche der Ausbildung soll vor allem das Selbstvertrauen der Teilnehmer stärken, da hierdurch auch der Zusammenhalt der Einheit gestärkt wird.
Auf ihre Tätigkeit an Deck werden die Rekruten des Boot Camp zum ersten Mal in der dritten Woche vorbereitet, in der sie eine landgestützte Schiffsattrappe betreten. In dieser Zeit steht eine der beiden großen Zwischenprüfungen der Grundausbildung an, die eine Mindestanzahl an Liegestützen und Sit-ups sowie einen Lauf über 1,5 Meilen beinhaltet. Besteht ein Rekrut diese Zwischenprüfung nicht, führt dies noch nicht zu seinem Ausscheiden. Allerdings muss er mit seinem diensthabenden Unteroffizier Maßnahmen besprechen, um die Wiederholung der Prüfung zu bestehen.
Die vierte Woche ist geprägt vom erstmaligen Umgang mit Feuerwaffen, allen voran das Standard-Sturmgewehr der Streitkräfte der Vereinigten Staaten. Darüber hinaus leisten die Rekruten ihre zweite von drei schriftlichen Prüfungen in Dienstanweisungen, militärischem Verhalten, völkerrechtlichen Angelegenheiten, in der Kommunikation auf See und im Umgang mit Waffen ab. Die Prüfung enthält aber auch Aspekte, die der Betriebswirtschaftslehre, der Organisationspsychologie und der Kybernetik zuzuordnen sind.
In der sechsten Woche werden die Rekruten in der Bewältigung von Notfallsituationen ausgebildet, also v. a. in der Rettung von Kameraden oder im Löschen eines Feuers an Deck. Es wird von ihnen gefordert, dass die Rekruten unter dem Einsatz von Tränengas ihre Gasmaske abnehmen und ihren vollen Namen sowie ihre Sozialversicherungsnummer aufsagen können.

### Abschluss der Grundausbildung

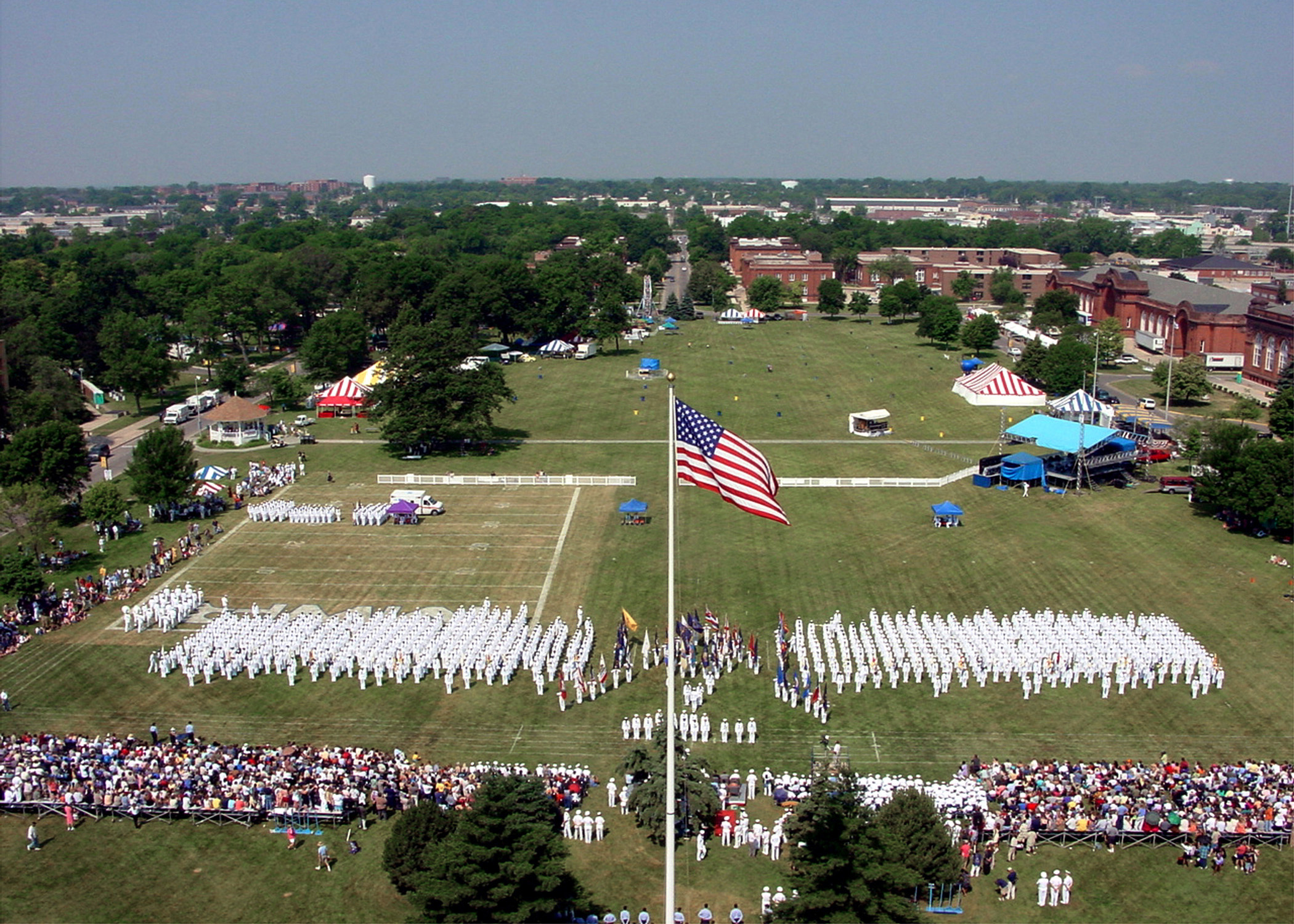
Abschlusszeremonie im Jahre 2001

In der siebten Woche neigt die Grundausbildung sich ihrem Ende entgegen. Die Teilnehmer durchlaufen einen mehrtägigen Parcours aus zwölf sogenannten Battle stations. Am Ende dieser Battle Stations folgt eine interne Zeremonie, in der ein Offizier den Rekruten zum Abschluss ihrer Ausbildung gratuliert. Symbolische Geste dafür ist neben einem Händedruck der Austausch der Kappen: Trugen die Rekruten während ihrer Ausbildung eine Kappe mit dem Schriftzug RECRUIT, so wird ihnen der Reihe nach eine mit dem Schriftzug NAVY ausgehändigt. Der Symbolgehalt dieses Kappentausches hat sich so verstärkt, dass die Navy die Vergabe eines offiziellen Ehrenzeichens wie dem Army Service Ribbon für unnötig hält.
Die Grundausbildung in der Marine der Vereinigten Staaten ist von der feierlichen Abschlusszeremonie (Pass-In-Review genannt) und den Vorbereitungen darauf geprägt.
Nach einem knapp zwölfstündigen Ausgang, der streng reglementiert ist und Liberty („Freiheit“) genannt wird, erwarten die Sailors einen Bus, der sie zu ihrem nächsten Dienstort bringt.

## Physische Anforderungen
Jeder Rekrut erhält während der Grundausbildung die Gelegenheit, bis zur sechsten Ausbildungswoche physische Mängel auszugleichen, wenn er die Mindestanforderungen nicht erfüllt. Am Ende soll der Rekrut folgende Anforderungen erfüllen:
- 20 Minuten am Stück laufen[7]
- 1,5 Meilen laufen, bei geschlechtsspezifischem Zeitlimit (Männer 12′ 15″, Frauen 14′ 45″)
- 54 Bauchpressen und eine geschlechtsspezifische Anzahl an Liegestützen (46 für Männer, 20 für Frauen) in höchstens zwei Minuten[8]

### Schwimmanforderungen
Die Navy stellt eher konventionelle Anforderungen an die Rekruten bezüglich ihrer Fähigkeiten zu Wasser. Sie müssen in der Lage sein, einen Schwimmtest zu bestehen, der ungefähr dem deutschen bronzenen Schwimmabzeichen entspricht und auch in den USA dritter Klasse ist. Der Rekrut muss sich fünf Minuten über Wasser halten können. Er muss mit den Füßen aus fünf Fuß Höhe ins Wasser springen und fünfzig yards in einer beliebigen Lage oder Kombination aus Lagen absolvieren.